# Astro Disco
Astro Disco – drużyna Ultimate Frisbee z siedzibą w Bydgoszczy, działająca jako klub sportowy w ramach Stowarzyszenia Frisbee Ultimate Bydgoszcz powołanego w 2007 roku.

## Historia[1]
Drużyna powstała z inicjatywy Mateusza Erdmanna we wrześniu 2006 roku w bydgoskim Myślęcinku. Nazwa Astro Disco w uproszczeniu sugerowała taniec w kosmosie, idąc dalej  – drużynę miały cechować wysokie loty i zamiłowanie do imprezowania. Logo drużyny stworzył Jakub Lewandowski w 2007 roku i w niezmienionej formie pozostał do dziś. Składa się na niego logotyp "Astro Disco" oraz dwa sygnety "rakieta" i "flaszka".
Pierwsze treningi odbywały się w bydgoskim Myślęcinku na terenach należących do LPKiW, nieopodal stadniny koni. W sezonie zimowym 2006/2007 drużyna trenowała na hali sportowej w obrębie kompleksu CWKS Zawisza podczas których znacząco rosła liczba graczy biorących w nich udział. Pierwszym turniejem w którym drużyna wzięła udział był Trzemeszno Indoor Tournament, organizowanym przez nieistniejącą już drużynę TITs Ultimate na początku 2007 roku, gdzie drużyna odniosła pierwsze zwycięstwo na boisku. W 2007 roku drużyna wzięła udział także w dwóch trawiastych turniejach – Lemon Cup 2007 w Sosnowcu oraz Poznań Unleashed. Na turnieju w Sosnowcu, Koniu staje się pierwszym bosym zawodnikiem polskiego Ultimate Frisbee. Rosnące zainteresowanie sportem oraz popularność drużyny zwieńczone zostały formalnym zarejestrowaniem stowarzyszenia Frisbee Ultimate Bydgoszcz w grudniu 2007 roku oraz uruchomieniem witryny internetowej www.astrodisco.pl
Na kanwie rosnącej popularności w marcu 2008 z ramienia drużyny przy wsparciu Urzędu Miasta Bydgoszcz zorganizowany zostaje turniej Intergalactic Cup w hali sportowo-widowiskowej Łuczniczka w Bydgoszczy, w którym uczestniczyło 10 drużyn z całej Polski. Wydarzenie zostało uznane za wytyczające nowe standardy gościnności i zabawy w świecie Ultimate Frisbee w Polsce. Turniej stanowił II kolejkę I Pucharu Polski jako serii rozgrywkowej odbywającej się na terenie całego kraju, który Astro Disco finalnie kończy na VII miejscu. Rok 2008 zaowocował debiutami na arenie międzynarodowej – turniej w Berlinie, który był również debiutem drużyny na piasku. W grudniu 2008 drużyna aktywnie uczestniczy w treningach powstającej w Chełmnie drużyny Nine Hills, wspierając ich rozwój.
W roku 2009 rośnie liczba turniejów zagranicznych w których drużyna bierze udział – Niemcy, Litwa oraz Dania, a także liczne turnieje krajowe. Drużyn występuje w II Pucharze Polski oraz I Mistrzostwach Polski, gdzie zdobywa VI miejsce. Na kanwie sukcesów ale również perturbacji osobowych, wprowadzony zostaje I regulamin drużyny, dotyczący kwestii uczestnictwa w turniejach, kapitanów czy składek.
Rok 2010 obfituje w dołączenie do drużyny nowych zawodników i wytyczeniem celów wobec rozgrywek Mistrzostw Polski, gdzie zespół zdobywa VI miejsce. W ciągu roku zespół bierze udział w 12 turniejach, a od momentu założenia drużyny jest ich już ponad 50. W lutym 2010, drużyna zajmuje czwarte miejsce na prestiżowym polskim turnieju Spirit on Ice organizowanym przez drużynę Spirit on Lemon z Sosnowca. Rok później na kolejnej edycji Spirit on Ice, Astro Disco wygrało nagrodę SOTG, MVP – Lewus, WMVP – Elwira, Party Award oraz Miss Turnieju – Chmura. W kolejnych edycjach Astro Disco wygrywało imprezy aż do ostatniej edycji Spirit on Ice aż do roku 2015.

## Aktywność organizacyjna
W marcu 2009 roku z inicjatywy drużyny zorganizowana została I edycja Bitwy o Wiosnę – jednodniowego turnieju regionalnego turnieju. W wydarzeniu bierze blisko 50 osób i pięć zespołów z Poznania, Chełmna, Gdańska, Bydgoszczy oraz Trzemeszna. Podczas tego turnieju i konsultacjach z kapitanami drużyn pojawił się pomysł uruchomienia NPUL. Turniej organizowany jest w formule hat dalej, a w 2018 roku odbędzie się jego jubileuszowa, X edycja.
31 października 2009 roku z inicjatywy Astro Disco Ultimate odbyła się inauguracyjna kolejka pierwszej międzymiastowej ligi Ultimate Frisbee w Polsce NPUL – North Poland Ultimate League (Ligi Północnej Polski). Kolejka odbyła się na stadionie CWKS Zawisza przy ulicy Sielskiej w Bydgoszczy i wzięło w niej udział pięć drużyn – z Trzemeszna, Warszawy, Gdańska, Chełmna oraz Bydgoszczy. W wydarzeniu uczestniczyło blisko 60 zawodników, a Astro Disco wygrało pierwszą kolejkę, zajmując ostatecznie 2. miejsce w całej edycji.  Rozgrywki NPUL z inicjatywy drużyny z małymi przerwami kontynuowane są do dzisiaj, zarówno na trawie jak i na hali.  Pierwsze wydarzenie odbyło się dzięki wsparciu Urzędu Miasta Bydgoszcz i współpracy z Five Ultimate.
Przeprowadzka Morrisa w 2015 roku do Bydgoszczy, owocuje prowadzeniem serii warsztatów Ultimate Frisbee w szkołach gimnazjalnych podczas lekcji wychowania fizycznego. Rosnące zainteresowanie sportem młodych graczy skutkuje utworzeniem sekcji Akademia Astro (AA), a później jej występami na lokalnych turniejach pod banderą Astro Disco w latach 2016/2017.
W marcu 2016 roku na hali przy ZS nr 10 w Bydgoszczy zorganizowane zostają pierwsze w historii, Halowe Mistrzostwa Polski II Ligi, na których Astro Disco zdobywa IV miejsce.
W połowie lipca 2016 na terenie kompleksu sportowego BKS Chemik w Bydgoszczy z inicjatywy drużyny zorganizowane zostają Mistrzostwa Polski Open / Women, w których udział bierze 6 zespołów Women oraz 8 Open, a całość wydarzenia odbywa się pod patronatem Prezydenta Miasta Bydgoszczy – Rafała Bruskiego. Finały odbywają się na płycie głównej stadionu, podczas mającej miejsce co tygodniowej giełdy handlowej w koronie stadionu.

## Osiągnięcia
W kwietniu 2010 w Warszawie odbywają się pierwsze tryouty do Reprezentacji Polski, w których bierze udział 8 zawodników Astro Disco, z czego 6 znajduje się w pierwszej, historycznej reprezentacji Polski Ultimate Frisbee. Do kadry seniorów dostają się Lucjan, Elwira, Misza oraz Anioł, a do kadry U23 – Ola i Kaczor. Lucjan zostaje asystentem selekcjonera kadry. Wobec reprezentowanego poziomu oraz oficjalnego włączenia Polski jako członka WFDF, Lucjan i Elwira wraz z zespołem GrandMaster Flash z Warszawy, biorą udział w WUCC w Pradze w dniach 3-10 lipca 2010, gdzie zdobywają 32. miejsce w dywizji Mixed. Reprezentanci kadry U23 w lipcu tego samego roku zdobywają 4. miejsce na mistrzostwach świata U23 we Florencji.
W 2013 Elwira wraz z zespołem Spirit on Lemon reprezentuje Polskę na Klubowych Mistrzostwach Europy Mixed, organizowanych w Bourdeaux we Francji. Po raz pierwszy mecz polskiej drużyny rozgrywany jest na głównym boisku turnieju i dostępny jest na internetowym streamie. Spirit on Lemon zajmuje 14. miejsce.
W roku 2014 na odbywających się w Lecco Klubowych Mistrzostwach Świata Ultimate Frisbee (WUCC) udział bierze Ania, grając z damską drużyną Copenhagen Hucks z Kopenhagi, zajmując 18. miejsce oraz Elwira, grając z LADY’s ze Słowenii i zajmując 26. miejsce. Na Mistrzostwach Świata Juniorów (WJUC) odbywających się tydzień przez WUCC w tej samej lokalizacji, Ola wraz z juniorską reprezentacją Polski Women zdobywa 15. miejsce.
W roku 2015 na Mistrzostwach Europy (EUC) odbywających się w Kopenhadze, Ania reprezentuje Polskę w kategorii Mixed, zdobywając ostatecznie 9. miejsce. Na tym samym turnieju Morris gra z reprezentacją Hiszpanii Masters, zajmując 5. miejsce.
Od 2015 w przygotowaniach i try-outach do kadry Polski na The World Games 2017 we Wrocławiu aktywny udział bierze Ania, Artur oraz Filip. Do szerokiego składu trenującego kwalifikuje się Ania, a do wąskiego składu osobowego – Filip.
W 2016 roku na Mistrzostwach Świata Ultimate i Guts (WUGC) w Londynie w ramach przygotowań do The World Games 2017, Ania oraz Filip zajmują 9. miejsce z reprezentacją Polski w kategorii Mixed, a Morris z reprezentacją Polski Open zajmuje 21. miejsce.
Na początku sierpnia 2016 roku we Wrocławiu na polach marsowych odbywają się Juniorskie Mistrzostwa Świata (WJUC), będąc największym wydarzeniem Ultimate Frisbee zorganizowanym w Polsce dotychczas. W juniorskiej reprezentacji Polski występuje Ola, zdobywając ostatecznie 16. miejsce na świecie. Wydarzenie współorganizują zawodnicy Astro Disco – Morris i Kaczor.
W odbywających się w lipcu 2017 roku The World Games we Wrocławiu, wraz z Kadrą Polski Mixed Polskę reprezentuję Filip, gdzie reprezentacja zdobywają ostatecznie 6. miejsce.

## Osiągnięcia drużynowe w cyklicznych rozgrywkach Mistrzostw Polski

### Kategoria Mixed
- Puchar Polski 2008 – VII miejsce
- Puchar Polski 2009 – VI miejsce
- Otwarte Mistrzostwa Polski 2009 – VI miejsce
- Mistrzostwa Polski 2010 – VI miejsce
- Mistrzostwa Polski 2011 – V miejsce
- Mistrzostwa Polski 2012 – V miejsce
- Mistrzostwa Polski 2013 – VI miejsce
- Mistrzostwa Polski 2014 – XII miejsce
- Mistrzostwa Polski 2015 – n/a
- Mistrzostwa Polski 2016 – XV miejsce
- Mistrzostwa Polski 2017 – n/a
- Halowe Mistrzostwa Polski 2011 – n/a
- Halowe Mistrzostwa Polski 2012 – VIII miejsce
- Halowe Mistrzostwa Polski 2013 – IV miejsce
- Halowe Mistrzostwa Polski 2014 – n/a
- Halowe Mistrzostwa Polski 2015 –
- Plażowe Mistrzostwa Polski 2015 – XIII miejsce
- Plażowe Mistrzostwa Polski 2016 – V miejsce
- Plażowe Mistrzostwa Polski 2017 – X miejsce

### Kategoria Open
- Mistrzostwa Polski Open / Women 2013 – IV miejsce
- Mistrzostwa Polski Open / Women 2014 – IV miejsce
- Mistrzostwa Polski Open / Women 2015 – IV miejsce
- Mistrzostwa Polski Open / Women 2016 – n/a
- Mistrzostwa Polski Open / Women 2017 – n/a

## Treningi
W sezonie zimowym 2017/2018 treningi odbywają się w soboty o godzinie 16:30 na Sali sportowej CWKS Zawisza przy ulicy Gdańskiej 163a. Szczegóły i bieżące informacje dostępne są na fanpage'u drużyny – facebook.com/astrodiscoultimate